# آنا هوبكنز
آنا هوبكنز هي ممثلة كندية، ولدت في 12 فبراير 1987 بمونتريال في كندا.

## وصلات خارجية
- آنا هوبكنز على موقع IMDb (الإنجليزية)
- آنا هوبكنز على موقع ألو سيني (الفرنسية)
- آنا هوبكنز على موقع أول موفي (الإنجليزية)
- آنا هوبكنز على موقع قاعدة بيانات الأفلام السويدية (السويدية)
- آنا هوبكنز على موقع قاعدة بيانات الفيلم (الإنجليزية)
- آنا هوبكنز على موقع كينوبويسك (الروسية)